# Ивуарийско-чилийские отношения
Ивуарийско-чилийские отношения — двусторонние дипломатические отношения между Республикой Кот-д’Ивуар и Республикой Чили.

## История
Дипломатические отношения между странами установлены 8 марта 1979 года. В 1985 году послом Чили в Кот-д’Ивуаре был назначен Луис Винтер, занимавший эту должность до 1991 года.

## Дипломатические отношения
Посол Чили в Республике Гана также аккредитирован в Кот-д’Ивуаре. Посол Кот-д’Ивуара в Федеративной Республике Бразилия также аккредитирован в Чили. Кроме того, Кот-д’Ивуар имеет почётное консульство в Сантьяго.
Оба государства являются членами Организации Объединённых Наций, Международного валютного фонда (входит в ООН), Международного банка реконструкции и развития (входит в Всемирный банк, который, в свою очередь, входит в Группу Всемирного банка) и Всемирной торговой организации.